# Bruce Cabot
Bruce Cabot (* 20. April 1904 in Carlsbad, New Mexico als Etienne Pelissier Jacques de Bujac; † 3. Mai 1972 in Woodland Hills, Kalifornien) war ein US-amerikanischer Schauspieler.

## Leben
Bruce Cabot wurde unter dem Namen Etienne Pelissier Jacques de Bujac als Sohn eines prominenten Anwalts in New Mexico geboren. Nach Abbruch seines Studiums arbeitete er unter anderem als Ölarbeiter, Preiskämpfer, Versicherungsvertreter und Matrose. Eine zufällige Begegnung mit dem Filmproduzenten David O. Selznick auf einer Party verschaffte ihn den Einstieg ins Filmgeschäft.
1931 stand Cabot erstmals vor der Filmkamera und war im Verlauf seiner Karriere in mehr als 100 Filmen zu sehen. Nach Anfängen als Komparse erhielt er einen Studiovertrag bei RKO Pictures. Breite Aufmerksamkeit erreichte er 1933 mit der Hauptrolle des John „Jack“ Driscoll in dem Abenteuerfilm King Kong und die weiße Frau. In diesem Film rettete er seine Partnerin Fay Wray vor der wilden Bestie. Der Erfolg von King Kong etablierte Cabot als beliebten Hollywood-Schauspieler, machte allerdings keinen großen Star aus ihm. 
In den folgenden Jahren spielte er seltener Heldenrollen wie den Jack Driscoll, sondern vielmehr Filmschurken. 1936 verkörperte er eine wichtige Rolle als Anführer eines Lynchmobs in Fritz Langs erstem US-amerikanischen Film Blinde Wut an der Seite von Spencer Tracy. Im selben Jahr spielte er die Rolle des finsteren Magua in einer Verfilmung von Der Letzte der Mohikaner. 1939 trat Cabot als Gegenspieler von Errol Flynn im Western Herr des wilden Westens auf. In den 1950er-Jahren wurden die Rollenangebote in Hollywood magerer, woraufhin er in Europa, vor allem in Italien, einige Rollen spielte. Insbesondere in seiner späteren Karriere konnte Cabot sich aber auf seinen langjährigen Freund und Trinkpartner John Wayne verlassen, der ihm Nebenrollen in vielen seiner Filme verschaffte. Insgesamt drehten Cabot und Wayne elf Filme: Der schwarze Reiter (1947), Die Comancheros (1961), Hatari! (1962), MacLintock (1963), Erster Sieg (1965), Die Gewaltigen (1967), Die grünen Teufel (1968), Die Unerschrockenen (1968), Die Unbesiegten (1969), Chisum (1970) und Big Jake (1971). 
Seine letzte Rolle spielte er als schurkenhafter Casinomanager Bert Saxby in dem James-Bond-Film Diamantenfieber aus dem Jahr 1971. Ein Jahr später starb der Schauspieler im Alter von 68 Jahren an Lungen- und Kehlkopfkrebs. Er hatte im Zweiten Weltkrieg beim Geheimdienst der Armee in Afrika, Sizilien und Italien gedient. Der Schauspieler hatte zwei Kinder und war dreimal verheiratet, darunter mit den Schauspielkolleginnen Adrienne Ames und Francesca de Scaffa. Alle Ehen wurden geschieden. In Erinnerung an ihn basierte der Charakter des Bruce Baxter im Remake von King Kong aus dem Jahre 2005 auf Cabot.

## Filmografie (Auswahl)
- 1931: Heroes of the Flames
- 1933: King Kong und die weiße Frau (King Kong)
- 1933: Ann Vickers
- 1934: Night Alarm
- 1935: Zeig’ kein Erbarmen! (Show Them No Mercy!)
- 1936: Der Rächer (Robin Hood of El Dorado)
- 1936: Blinde Wut (Fury)
- 1936: Der Letzte der Mohikaner (The Last of the Mohicans)
- 1938: Sinners in Paradise
- 1939: Homicide Bureau
- 1939: Herr des wilden Westens (Dodge City)
- 1940: Susan und der liebe Gott (Susan and God)
- 1940: Überfall auf die Olive Branch (Captain Caution)
- 1941: Die Abenteurerin (The Flame of New Orleans)
- 1941: Waffenschmuggler von Kenya (Sundown)
- 1942: Der wilde Bill (Wild Bill Hickok Rides)
- 1942: Silver Queen
- 1943: Liebeslied der Wüste (The Desert Song)
- 1945: Gauner und Gangster (Salty O’Rourke)
- 1945: Mord in der Hochzeitsnacht (Fallen Angel)
- 1946: Smoky, König der Prärie (Smoky)
- 1947: Der schwarze Reiter (Angel and the Badman)
- 1947: Rächer ohne Waffen (Gunfighters)
- 1948: Die rauhen Reiter der furchtlosen Legion (The Gallant Legion)
- 1949: Der besiegte Geizhals (Sorrowful Jones)
- 1950: Mississippi-Express (Rock Island Trail)
- 1950: Herz in der Hose (Fancy Pants)
- 1951: Der Rächer (Best of the Badmen)
- 1952: Lost in Alaska
- 1955: Rebell für die Freiheit (Il mantello rosso)
- 1955: Der Rommelschatz (Il tesoro di Rommel)
- 1957: Keine Schonzeit für Blondinen (La ragazza del Palio)
- 1958: Vier Pfeifen Opium (The Quiet American)
- 1958: Sheriff wider Willen (The Sheriff of Fractured Jaw)
- 1959: Beherrscher der Meere (John Paul Jones)
- 1959: Herkules, der Schrecken der Hunnen (Goliath and the Barbarians)
- 1960: Kerle, Colts und kalte Füße… (The Slowest Gun in the West, Fernsehfilm)
- 1960: 77 Sunset Strip (Fernsehserie, Folge 3x08)
- 1961: Die Comancheros (The Comancheros)
- 1962: Hatari!
- 1963: Amos Burke (Burke’s Law, Fernsehserie, Folge 1x01)
- 1963: MacLintock (McLintock!)
- 1964: Das Gesetz der Gesetzlosen (Law of the Lawless)
- 1964: Bonanza (Fernsehserie, Folge 6x07 Ein zweifelhafter Ruhm)
- 1965: Daniel Boone (Fernsehserie, Folge 1x21)
- 1965: Erster Sieg (In Harm’s Way)
- 1965: Cat Ballou – Hängen sollst du in Wyoming (Cat Ballou)
- 1965: Schwarze Sporen (Black Spurs)
- 1965: Revolver diskutieren nicht (Town Tamer)
- 1966: Ein Mann wird gejagt (The Chase)
- 1967: Die Gewaltigen (The War Wagon)
- 1968: Die grünen Teufel (The Green Berets)
- 1968: Die Unerschrockenen (Hellfighters)
- 1969: Die Unbesiegten (The Undefeated)
- 1970: Chisum
- 1970: Machenschaften (WUSA)
- 1971: Big Jake
- 1971: James Bond 007 – Diamantenfieber (Diamonds Are Forever)